# Línea 2 (Urbanos de Aranjuez)
La línea 2 de la red de autobuses urbanos de Aranjuez une de forma circular la estación de tren con la residencia.

## Características
Esta línea une la estación de ferrocarril de Aranjuez con la residencia de mayores del municipio, en un trayecto de 25 minutos de duración.
La línea circula exclusivamente por el término municipal de Aranjuez. Como bien se expresa en la numeración interna del CRTM, recibe el número 2013. El primer dígito corresponde a la línea, en este caso la línea 2. Y los últimos tres dígitos corresponden al municipio por el que circula, en este caso 013 corresponde al municipio de Aranjuez.
La línea no mantiene los mismos horarios todo el año, desde el 16 de julio al 31 de agosto se reducen el número de expediciones los días laborables entre semana (sábados laborables, domingos y festivos tienen los mismos horarios todo el año), además de los días excepcionales vísperas de festivo y festivos de Navidad en los que los horarios también cambian y se reducen.
Está operada por AISA mediante la concesión administrativa URCM-013 - Urbano de Aranjuez (Urbanos Comunidad de Madrid) del Consorcio Regional de Transportes de Madrid.

## Horarios

### 1 septiembre - 15 julio
| Lunes a viernes laborables   |                              |                              |                              |                              |                              |                              |                              |                              |                              |                              |                              |                              |                              |                              |                              |                              |                              |                              |                              |                              |                              |                              |                              |                              |                              |                              |                              |                              |                              |                              |                              |                              |                              |                              |                              |                              |                              |                              |
| FF.CC. Aranjuez > Residencia | FF.CC. Aranjuez > Residencia | FF.CC. Aranjuez > Residencia | FF.CC. Aranjuez > Residencia | FF.CC. Aranjuez > Residencia | FF.CC. Aranjuez > Residencia | FF.CC. Aranjuez > Residencia | FF.CC. Aranjuez > Residencia | FF.CC. Aranjuez > Residencia | FF.CC. Aranjuez > Residencia | FF.CC. Aranjuez > Residencia | FF.CC. Aranjuez > Residencia | FF.CC. Aranjuez > Residencia | FF.CC. Aranjuez > Residencia | FF.CC. Aranjuez > Residencia | FF.CC. Aranjuez > Residencia | FF.CC. Aranjuez > Residencia | FF.CC. Aranjuez > Residencia | FF.CC. Aranjuez > Residencia | Residencia > FF.CC. Aranjuez | Residencia > FF.CC. Aranjuez | Residencia > FF.CC. Aranjuez | Residencia > FF.CC. Aranjuez | Residencia > FF.CC. Aranjuez | Residencia > FF.CC. Aranjuez | Residencia > FF.CC. Aranjuez | Residencia > FF.CC. Aranjuez | Residencia > FF.CC. Aranjuez | Residencia > FF.CC. Aranjuez | Residencia > FF.CC. Aranjuez | Residencia > FF.CC. Aranjuez | Residencia > FF.CC. Aranjuez | Residencia > FF.CC. Aranjuez | Residencia > FF.CC. Aranjuez | Residencia > FF.CC. Aranjuez | Residencia > FF.CC. Aranjuez | Residencia > FF.CC. Aranjuez | Residencia > FF.CC. Aranjuez | Residencia > FF.CC. Aranjuez |
| 06                           | 07                           | 08                           | 09                           | 10                           | 11                           | 12                           | 13                           | 14                           | 15                           | 16                           | 17                           | 18                           | 19                           | 20                           | 21                           | 22                           | 23                           | 00                           | 05                           | 06                           | 07                           | 08                           | 09                           | 10                           | 11                           | 12                           | 13                           | 14                           | 15                           | 16                           | 17                           | 18                           | 19                           | 20                           | 21                           | 22                           | 23                           | 00                           |
| 30 50                        | 10 30 50                     | 10 30 50                     | 10 30 50                     | 10 30 50                     | 10 30 50                     | 10 30 50                     | 10 30 50                     | 10 30 50                     | 10 30 50                     | 10 30 50                     | 10 30 50                     | 10 30 50                     | 10 30 50                     | 10 40                        | 05 35                        | 05 35                        | 10 50                        | 15 45                        |                              | 00 15 30                     | 00 20 40                     | 00 20 40                     | 00 20 40                     | 00 20 40                     | 00 20 40                     | 00 20 40                     | 00 20 40                     | 00 20 40                     | 00 20 40                     | 00 20 40                     | 00 20 40                     | 00 20 40                     | 00 20 40                     | 00 20 40                     | 10 35                        | 05 35                        | 05 40                        | 20                           |
| Sábados laborables           |                              |                              |                              |                              |                              |                              |                              |                              |                              |                              |                              |                              |                              |                              |                              |                              |                              |                              |                              |                              |                              |                              |                              |                              |                              |                              |                              |                              |                              |                              |                              |                              |                              |                              |                              |                              |                              |                              |
| FF.CC. Aranjuez > Residencia | FF.CC. Aranjuez > Residencia | FF.CC. Aranjuez > Residencia | FF.CC. Aranjuez > Residencia | FF.CC. Aranjuez > Residencia | FF.CC. Aranjuez > Residencia | FF.CC. Aranjuez > Residencia | FF.CC. Aranjuez > Residencia | FF.CC. Aranjuez > Residencia | FF.CC. Aranjuez > Residencia | FF.CC. Aranjuez > Residencia | FF.CC. Aranjuez > Residencia | FF.CC. Aranjuez > Residencia | FF.CC. Aranjuez > Residencia | FF.CC. Aranjuez > Residencia | FF.CC. Aranjuez > Residencia | FF.CC. Aranjuez > Residencia | FF.CC. Aranjuez > Residencia | FF.CC. Aranjuez > Residencia | Residencia > FF.CC. Aranjuez | Residencia > FF.CC. Aranjuez | Residencia > FF.CC. Aranjuez | Residencia > FF.CC. Aranjuez | Residencia > FF.CC. Aranjuez | Residencia > FF.CC. Aranjuez | Residencia > FF.CC. Aranjuez | Residencia > FF.CC. Aranjuez | Residencia > FF.CC. Aranjuez | Residencia > FF.CC. Aranjuez | Residencia > FF.CC. Aranjuez | Residencia > FF.CC. Aranjuez | Residencia > FF.CC. Aranjuez | Residencia > FF.CC. Aranjuez | Residencia > FF.CC. Aranjuez | Residencia > FF.CC. Aranjuez | Residencia > FF.CC. Aranjuez | Residencia > FF.CC. Aranjuez | Residencia > FF.CC. Aranjuez | Residencia > FF.CC. Aranjuez |
| 06                           | 07                           | 08                           | 09                           | 10                           | 11                           | 12                           | 13                           | 14                           | 15                           | 16                           | 17                           | 18                           | 19                           | 20                           | 21                           | 22                           | 23                           | 00                           | 05                           | 06                           | 07                           | 08                           | 09                           | 10                           | 11                           | 12                           | 13                           | 14                           | 15                           | 16                           | 17                           | 18                           | 19                           | 20                           | 21                           | 22                           | 23                           | 00                           |
| 35                           | 05 35                        | 05 35                        | 00 20 40                     | 00 20 40                     | 00 20 40                     | 00 20 40                     | 00 20 40                     | 00 20 40                     | 00 40                        | 00 40                        | 00 35                        | 05 35                        | 05 35                        | 05 35                        | 05 35                        | 05 35                        | 05 35                        | 10 40                        | 35                           | 05 35                        | 05 35                        | 05 35                        | 05 30 50                     | 10 30 50                     | 10 30 50                     | 10 30 50                     | 10 30 50                     | 10 30 50                     | 10 30                        | 10 30                        | 10 30                        | 05 35                        | 05 35                        | 05 35                        | 05 35                        | 05 35                        | 05 35                        | 05                           |
| Domingos y festivos          |                              |                              |                              |                              |                              |                              |                              |                              |                              |                              |                              |                              |                              |                              |                              |                              |                              |                              |                              |                              |                              |                              |                              |                              |                              |                              |                              |                              |                              |                              |                              |                              |                              |                              |                              |                              |                              |                              |
| FF.CC. Aranjuez > Residencia | FF.CC. Aranjuez > Residencia | FF.CC. Aranjuez > Residencia | FF.CC. Aranjuez > Residencia | FF.CC. Aranjuez > Residencia | FF.CC. Aranjuez > Residencia | FF.CC. Aranjuez > Residencia | FF.CC. Aranjuez > Residencia | FF.CC. Aranjuez > Residencia | FF.CC. Aranjuez > Residencia | FF.CC. Aranjuez > Residencia | FF.CC. Aranjuez > Residencia | FF.CC. Aranjuez > Residencia | FF.CC. Aranjuez > Residencia | FF.CC. Aranjuez > Residencia | FF.CC. Aranjuez > Residencia | FF.CC. Aranjuez > Residencia | FF.CC. Aranjuez > Residencia | FF.CC. Aranjuez > Residencia | Residencia > FF.CC. Aranjuez | Residencia > FF.CC. Aranjuez | Residencia > FF.CC. Aranjuez | Residencia > FF.CC. Aranjuez | Residencia > FF.CC. Aranjuez | Residencia > FF.CC. Aranjuez | Residencia > FF.CC. Aranjuez | Residencia > FF.CC. Aranjuez | Residencia > FF.CC. Aranjuez | Residencia > FF.CC. Aranjuez | Residencia > FF.CC. Aranjuez | Residencia > FF.CC. Aranjuez | Residencia > FF.CC. Aranjuez | Residencia > FF.CC. Aranjuez | Residencia > FF.CC. Aranjuez | Residencia > FF.CC. Aranjuez | Residencia > FF.CC. Aranjuez | Residencia > FF.CC. Aranjuez | Residencia > FF.CC. Aranjuez | Residencia > FF.CC. Aranjuez |
| 06                           | 07                           | 08                           | 09                           | 10                           | 11                           | 12                           | 13                           | 14                           | 15                           | 16                           | 17                           | 18                           | 19                           | 20                           | 21                           | 22                           | 23                           | 00                           | 05                           | 06                           | 07                           | 08                           | 09                           | 10                           | 11                           | 12                           | 13                           | 14                           | 15                           | 16                           | 17                           | 18                           | 19                           | 20                           | 21                           | 22                           | 23                           | 00                           |
| 35                           | 05 35                        | 05 35                        | 05 35                        | 05 35                        | 05 35                        | 05 35                        | 05 35                        | 05 35                        | 05 35                        | 05 35                        | 05 35                        | 05 35                        | 05 35                        | 05 35                        | 05 35                        | 05 35                        | 05 35                        | 10 40                        | 35                           | 05 35                        | 05 35                        | 05 35                        | 05 35                        | 05 35                        | 05 35                        | 05 35                        | 05 35                        | 05 35                        | 05 35                        | 05 35                        | 05 35                        | 05 35                        | 05 35                        | 05 35                        | 05 35                        | 05 35                        | 05 35                        | 05                           |

### 16 julio - 31 agosto
| Lunes a viernes laborables   |                              |                              |                              |                              |                              |                              |                              |                              |                              |                              |                              |                              |                              |                              |                              |                              |                              |                              |                              |                              |                              |                              |                              |                              |                              |                              |                              |                              |                              |                              |                              |                              |                              |                              |                              |                              |                              |                              |
| FF.CC. Aranjuez > Residencia | FF.CC. Aranjuez > Residencia | FF.CC. Aranjuez > Residencia | FF.CC. Aranjuez > Residencia | FF.CC. Aranjuez > Residencia | FF.CC. Aranjuez > Residencia | FF.CC. Aranjuez > Residencia | FF.CC. Aranjuez > Residencia | FF.CC. Aranjuez > Residencia | FF.CC. Aranjuez > Residencia | FF.CC. Aranjuez > Residencia | FF.CC. Aranjuez > Residencia | FF.CC. Aranjuez > Residencia | FF.CC. Aranjuez > Residencia | FF.CC. Aranjuez > Residencia | FF.CC. Aranjuez > Residencia | FF.CC. Aranjuez > Residencia | FF.CC. Aranjuez > Residencia | FF.CC. Aranjuez > Residencia | Residencia > FF.CC. Aranjuez | Residencia > FF.CC. Aranjuez | Residencia > FF.CC. Aranjuez | Residencia > FF.CC. Aranjuez | Residencia > FF.CC. Aranjuez | Residencia > FF.CC. Aranjuez | Residencia > FF.CC. Aranjuez | Residencia > FF.CC. Aranjuez | Residencia > FF.CC. Aranjuez | Residencia > FF.CC. Aranjuez | Residencia > FF.CC. Aranjuez | Residencia > FF.CC. Aranjuez | Residencia > FF.CC. Aranjuez | Residencia > FF.CC. Aranjuez | Residencia > FF.CC. Aranjuez | Residencia > FF.CC. Aranjuez | Residencia > FF.CC. Aranjuez | Residencia > FF.CC. Aranjuez | Residencia > FF.CC. Aranjuez | Residencia > FF.CC. Aranjuez |
| 06                           | 07                           | 08                           | 09                           | 10                           | 11                           | 12                           | 13                           | 14                           | 15                           | 16                           | 17                           | 18                           | 19                           | 20                           | 21                           | 22                           | 23                           | 00                           | 05                           | 06                           | 07                           | 08                           | 09                           | 10                           | 11                           | 12                           | 13                           | 14                           | 15                           | 16                           | 17                           | 18                           | 19                           | 20                           | 21                           | 22                           | 23                           | 00                           |
| 30                           | 00 30                        | 00 30                        | 00 30                        | 00 30                        | 00 30                        | 00 30                        | 00 30                        | 00 30                        | 00 30                        | 00 30                        | 00 30                        | 00 30                        | 00 30                        | 00 30                        | 00 30                        | 00 30                        | 00 50                        | 15 45                        |                              | 05 35                        | 00 30                        | 00 30                        | 00 30                        | 00 30                        | 00 30                        | 00 30                        | 00 30                        | 00 30                        | 00 30                        | 00 30                        | 00 30                        | 00 30                        | 00 30                        | 00 30                        | 00 30                        | 00 30                        | 00 30                        | 20                           |
| Sábados laborables           |                              |                              |                              |                              |                              |                              |                              |                              |                              |                              |                              |                              |                              |                              |                              |                              |                              |                              |                              |                              |                              |                              |                              |                              |                              |                              |                              |                              |                              |                              |                              |                              |                              |                              |                              |                              |                              |                              |
| FF.CC. Aranjuez > Residencia | FF.CC. Aranjuez > Residencia | FF.CC. Aranjuez > Residencia | FF.CC. Aranjuez > Residencia | FF.CC. Aranjuez > Residencia | FF.CC. Aranjuez > Residencia | FF.CC. Aranjuez > Residencia | FF.CC. Aranjuez > Residencia | FF.CC. Aranjuez > Residencia | FF.CC. Aranjuez > Residencia | FF.CC. Aranjuez > Residencia | FF.CC. Aranjuez > Residencia | FF.CC. Aranjuez > Residencia | FF.CC. Aranjuez > Residencia | FF.CC. Aranjuez > Residencia | FF.CC. Aranjuez > Residencia | FF.CC. Aranjuez > Residencia | FF.CC. Aranjuez > Residencia | FF.CC. Aranjuez > Residencia | Residencia > FF.CC. Aranjuez | Residencia > FF.CC. Aranjuez | Residencia > FF.CC. Aranjuez | Residencia > FF.CC. Aranjuez | Residencia > FF.CC. Aranjuez | Residencia > FF.CC. Aranjuez | Residencia > FF.CC. Aranjuez | Residencia > FF.CC. Aranjuez | Residencia > FF.CC. Aranjuez | Residencia > FF.CC. Aranjuez | Residencia > FF.CC. Aranjuez | Residencia > FF.CC. Aranjuez | Residencia > FF.CC. Aranjuez | Residencia > FF.CC. Aranjuez | Residencia > FF.CC. Aranjuez | Residencia > FF.CC. Aranjuez | Residencia > FF.CC. Aranjuez | Residencia > FF.CC. Aranjuez | Residencia > FF.CC. Aranjuez | Residencia > FF.CC. Aranjuez |
| 06                           | 07                           | 08                           | 09                           | 10                           | 11                           | 12                           | 13                           | 14                           | 15                           | 16                           | 17                           | 18                           | 19                           | 20                           | 21                           | 22                           | 23                           | 00                           | 05                           | 06                           | 07                           | 08                           | 09                           | 10                           | 11                           | 12                           | 13                           | 14                           | 15                           | 16                           | 17                           | 18                           | 19                           | 20                           | 21                           | 22                           | 23                           | 00                           |
| 35                           | 05 35                        | 05 35                        | 00 20 40                     | 00 20 40                     | 00 20 40                     | 00 20 40                     | 00 20 40                     | 00 20 40                     | 00 40                        | 00 40                        | 00 35                        | 05 35                        | 05 35                        | 05 35                        | 05 35                        | 05 35                        | 05 35                        | 10 40                        | 35                           | 05 35                        | 05 35                        | 05 35                        | 05 30 50                     | 10 30 50                     | 10 30 50                     | 10 30 50                     | 10 30 50                     | 10 30 50                     | 10 30                        | 10 30                        | 10 30                        | 05 35                        | 05 35                        | 05 35                        | 05 35                        | 05 35                        | 05 35                        | 05                           |
| Domingos y festivos          |                              |                              |                              |                              |                              |                              |                              |                              |                              |                              |                              |                              |                              |                              |                              |                              |                              |                              |                              |                              |                              |                              |                              |                              |                              |                              |                              |                              |                              |                              |                              |                              |                              |                              |                              |                              |                              |                              |
| FF.CC. Aranjuez > Residencia | FF.CC. Aranjuez > Residencia | FF.CC. Aranjuez > Residencia | FF.CC. Aranjuez > Residencia | FF.CC. Aranjuez > Residencia | FF.CC. Aranjuez > Residencia | FF.CC. Aranjuez > Residencia | FF.CC. Aranjuez > Residencia | FF.CC. Aranjuez > Residencia | FF.CC. Aranjuez > Residencia | FF.CC. Aranjuez > Residencia | FF.CC. Aranjuez > Residencia | FF.CC. Aranjuez > Residencia | FF.CC. Aranjuez > Residencia | FF.CC. Aranjuez > Residencia | FF.CC. Aranjuez > Residencia | FF.CC. Aranjuez > Residencia | FF.CC. Aranjuez > Residencia | FF.CC. Aranjuez > Residencia | Residencia > FF.CC. Aranjuez | Residencia > FF.CC. Aranjuez | Residencia > FF.CC. Aranjuez | Residencia > FF.CC. Aranjuez | Residencia > FF.CC. Aranjuez | Residencia > FF.CC. Aranjuez | Residencia > FF.CC. Aranjuez | Residencia > FF.CC. Aranjuez | Residencia > FF.CC. Aranjuez | Residencia > FF.CC. Aranjuez | Residencia > FF.CC. Aranjuez | Residencia > FF.CC. Aranjuez | Residencia > FF.CC. Aranjuez | Residencia > FF.CC. Aranjuez | Residencia > FF.CC. Aranjuez | Residencia > FF.CC. Aranjuez | Residencia > FF.CC. Aranjuez | Residencia > FF.CC. Aranjuez | Residencia > FF.CC. Aranjuez | Residencia > FF.CC. Aranjuez |
| 06                           | 07                           | 08                           | 09                           | 10                           | 11                           | 12                           | 13                           | 14                           | 15                           | 16                           | 17                           | 18                           | 19                           | 20                           | 21                           | 22                           | 23                           | 00                           | 05                           | 06                           | 07                           | 08                           | 09                           | 10                           | 11                           | 12                           | 13                           | 14                           | 15                           | 16                           | 17                           | 18                           | 19                           | 20                           | 21                           | 22                           | 23                           | 00                           |
| 35                           | 05 35                        | 05 35                        | 05 35                        | 05 35                        | 05 35                        | 05 35                        | 05 35                        | 05 35                        | 05 35                        | 05 35                        | 05 35                        | 05 35                        | 05 35                        | 05 35                        | 05 35                        | 05 35                        | 05 35                        | 10 40                        | 35                           | 05 35                        | 05 35                        | 05 35                        | 05 35                        | 05 35                        | 05 35                        | 05 35                        | 05 35                        | 05 35                        | 05 35                        | 05 35                        | 05 35                        | 05 35                        | 05 35                        | 05 35                        | 05 35                        | 05 35                        | 05 35                        | 05                           |

## Recorrido y paradas

### Sentido Residencia
| Código                                                                                     | Zona | Localidad | Denominación de parada                | Líneas de la parada | Cercanías |
| ------------------------------------------------------------------------------------------ | ---- | --------- | ------------------------------------- | ------------------- | --------- |
| 09568                                                                                      |      | Aranjuez  | Estación - Est. Aranjuez              | 1 2 3 4 5           | Aranjuez  |
| 09641                                                                                      |      | Aranjuez  | Escuadra - Pol. Ind. Pirelli          | 2 3 5               |           |
| 09570                                                                                      |      | Aranjuez  | Escuadra - Pol. Ind. Pirelli          | 2 3 5               |           |
| 09578                                                                                      |      | Aranjuez  | Cuesta Perdices - Santiago Rusiñol    | 2 3 5               |           |
| 09603                                                                                      |      | Aranjuez  | Av. Loyola - Pza. Matadero            | 2 5                 |           |
| 09605                                                                                      |      | Aranjuez  | Av. Loyola - Pza. Paloma              | 2 5                 |           |
| 09607                                                                                      |      | Aranjuez  | Av. Loyola - Victoria Kamhi           | 2 5                 |           |
| 18677                                                                                      |      | Aranjuez  | Juan de Herrera - Faisanes            | 2 5                 |           |
| 21325                                                                                      |      | Aranjuez  | P.º Deleite - Isidro González Vázquez | 2 5                 |           |
| 12474                                                                                      |      | Aranjuez  | P.º Deleite - Fresno                  | 2 5                 |           |
| 09613                                                                                      |      | Aranjuez  | P.º Deleite - Cuesta Perdices         | 2 5                 |           |
| 12308                                                                                      |      | Aranjuez  | P.º Deleite - Valeras                 | 2 5                 |           |
| Los sábados laborables entre las 7:05 y 17:35, la línea NO realiza las siguientes paradas: |      |           |                                       |                     |           |
| 16255                                                                                      |      | Aranjuez  | Valeras - Bailén                      | 2                   |           |
| 09621                                                                                      |      | Aranjuez  | Valeras - San Pascual                 | 2                   |           |
| Los sábados laborables entre las 7:05 y 17:35, la línea SÍ realiza la siguiente parada:    |      |           |                                       |                     |           |
| 17907                                                                                      |      | Aranjuez  | Santiago Rusiñol - Oropéndola         | 1 2 3 4             |           |
| Paradas del itinerario común                                                               |      |           |                                       |                     |           |
| 09572                                                                                      |      | Aranjuez  | Abastos - Florida                     | 1 2 3 4             |           |
| 09576                                                                                      |      | Aranjuez  | Abastos - Ayuntamiento                | 1 2 4               |           |
| 09640                                                                                      |      | Aranjuez  | Abastos - Concha                      | 1 2 5               |           |
| 16761                                                                                      |      | Aranjuez  | Abastos - Foso                        | 2                   |           |
| 16764                                                                                      |      | Aranjuez  | Abastos - Abdón Bordoy                | 2                   |           |
| 16765                                                                                      |      | Aranjuez  | Jesús - Santa Isabel                  | 1 2                 |           |
| 16763                                                                                      |      | Aranjuez  | Gta. Nuevo Aranjuez - Primero de Mayo | 1 2                 |           |
| 09602                                                                                      |      | Aranjuez  | Primero de Mayo - Polideportivo       | 1 2 4               |           |
| 09595                                                                                      |      | Aranjuez  | Pza. Doctor Glez. Bueno - Residencia  | 2                   |           |

### Sentido Estación de Aranjuez
| Código                                                                                     | Zona | Localidad | Denominación de parada                | Líneas de la parada | Cercanías |
| ------------------------------------------------------------------------------------------ | ---- | --------- | ------------------------------------- | ------------------- | --------- |
| 09595                                                                                      |      | Aranjuez  | Pza. Doctor Glez. Bueno - Residencia  | 2                   |           |
| 17126                                                                                      |      | Aranjuez  | Primero de Mayo - Polideportivo       | 1 2                 |           |
| 09577                                                                                      |      | Aranjuez  | Gta. Nuevo Aranjuez - Cuarteles       | 1 2 4               |           |
| 16769                                                                                      |      | Aranjuez  | Cuarteles - San Fernando              | 2 4                 |           |
| 16754                                                                                      |      | Aranjuez  | Gobernador - Almíbar                  | 1 2 4               |           |
| 09571                                                                                      |      | Aranjuez  | Gobernador - Mercado de Abastos       | 1 2 4               |           |
| Los sábados laborables entre las 7:05 y 17:35, la línea NO realiza las siguientes paradas: |      |           |                                       |                     |           |
| 09573                                                                                      |      | Aranjuez  | Gobernador - Valeras                  | 1 2 3 4             |           |
| 09620                                                                                      |      | Aranjuez  | Valeras - Verderón                    | 2                   |           |
| 16256                                                                                      |      | Aranjuez  | Valeras - Av. Loyola                  | 2                   |           |
| Los sábados laborables entre las 7:05 y 17:35, la línea SÍ realiza la siguiente parada:    |      |           |                                       |                     |           |
| 16756                                                                                      |      | Aranjuez  | Florida - Magnolias                   | 2 3                 |           |
| Paradas del itinerario común                                                               |      |           |                                       |                     |           |
| 12307                                                                                      |      | Aranjuez  | P.º Deleite - Valeras                 | 2 5                 |           |
| 09612                                                                                      |      | Aranjuez  | P.º Deleite - Parque de Bomberos      | 2 5                 |           |
| 12473                                                                                      |      | Aranjuez  | P.º Deleite - Fresno                  | 2 5                 |           |
| 21325                                                                                      |      | Aranjuez  | P.º Deleite - Isidro González Vázquez | 2 5                 |           |
| 18678                                                                                      |      | Aranjuez  | Av. Loyola - Juan de Herrera          | 2 5                 |           |
| 09608                                                                                      |      | Aranjuez  | Av. Loyola - Fresno                   | 2 5                 |           |
| 09606                                                                                      |      | Aranjuez  | Av. Loyola - Pza. Paloma              | 2 5                 |           |
| 09604                                                                                      |      | Aranjuez  | Av. Loyola - Pza. Matadero            | 2 5                 |           |
| 09639                                                                                      |      | Aranjuez  | Cuesta Perdices - Santiago Rusiñol    | 2 3 5               |           |
| 09569                                                                                      |      | Aranjuez  | Escuadra - Pol. Ind. Pirelli          | 2 3 5               |           |
| 09642                                                                                      |      | Aranjuez  | Escuadra - Pol. Ind. Pirelli          | 2 3 5               |           |
| 09568                                                                                      |      | Aranjuez  | Estación - Est. Aranjuez              | 1 2 3 4 5           | Aranjuez  |